# Feelin' So Good
"Feelin' So Good" četvrti je singl američke pjevačice Jennifer Lopez, objavljen 17. ožujka 2000. s njenog debitantskog albuma On the 6 u izdanju diskografske kuće Epic Records.

## O pjesmi
Iako je pjesma objavljena kao četvrti singl s albuma, Jennifer ju je željeza za najavni singl, ali je kasnije odluženo da to bude pjesma "If You Had My Love". Pjesma je bila manje uspješna nego njeni protekli singlovi, ali je dobila pozitivne kritike glazbenih kritičara koji su je nazvali jednom od Jenniferinih najboljih pjesama. Pjesma nije uključen na španjolskom izdanju albuma.

## Popis pjesama

### Američki CD singl
1. "Feelin' So Good" (Thunderpuss Radio Mix)
2. "Feelin' So Good"

### Američki maxi singl
1. "Feelin' So Good"
2. "Feelin' So Good" (Bad Boy Single Mix)
3. "Feelin' So Good" (Thunderpuss Radio Mix)
4. "Feelin' So Good" (HQ2 Radio Mix)
5. "Feelin' So Good" (Matt & Vito's Club Mix)
6. "Feelin' So Good" (HQ2 Club Mix)
7. "Feelin' So Good" (Thunderpuss Club Mix)
8. "Feelin' So Good" (Bad Boy Mix ft. P. Diddy i G. Dep)

## Videospot
Spot za singl snimljen je pod redateljskom palicom Paula Huntera u Bronxu 2000. godine. Na počeku videa Jennifer leži na krevetu i telefonira s Big Punom and Fat Joeom. Ubrzo završava razgovor, doručkuje i započne svoju dnevnu rutinu. Kasnije njeni prijatelji dođu po nju i zajedno odu na zabavu u disco njujorškom podzemnom željeznicom 6, nakon čega se čuje instrumentalni dio pjesme "Soul Makossa" Manu Dibangoa na koji Jenniffer pleše. Zatim se u dsicu nađu s Punom i Joeom. Na kraju video Jennifer i njeni prijatelji se vraćaju kući vlakom u kojom se u crnom prozoru prisjećaju dana.

## Top ljestvice
| Top ljestvice (2000.)               | Najviša pozicija |
| ----------------------------------- | ---------------- |
| Australija                          | 20               |
| Belgija (Flandrija)                 | 42               |
| Belgija (Valonija)                  | 24               |
| Kanada                              | 7                |
| Nizozemska                          | 30               |
| Njemačka                            | 39               |
| Novi Zeland                         | 11               |
| Švedska                             | 58               |
| Švicarska                           | 22               |
| Velika Britanija                    | 15               |
| SAD Billboard Hot 100               | 51               |
| SAD Billboard Hot R&B/Hip-Hop Songs | 44               |
| SAD Billboard Hot Dance Club Play   | 1                |

## Certifikacije
| Država     | Certifikacija | Prodaja |
| ---------- | ------------- | ------- |
| Australija | Zlatna        | 35.000  |